# Mšička révokaz

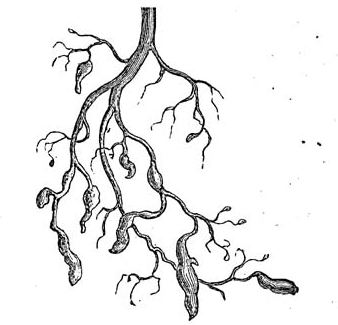
Kořen révy napadené révokazem

Mšička révokaz (Viteus vitifoliae, příp. Viteus vitifolii nebo synonymum Dactylosphaera vitifolii Shim.) je hmyz z čeledi Phylloxeridae. Je to jeden z nejnebezpečnějších škůdců révy vinné. Zejména ve starší literatuře bývá chybně označován jako Phyloxéra (Phylloxera vastatrix). Phylloxera je totiž jiný rod druhů cizopasících na dubech.
Mšička saje na kořenech révy a způsobuje jejich uhnívání, v důsledku čehož dochází k úhynu celé rostliny. Tato mšice na přelomu 19. a 20. století zdecimovala vinice v celé Evropě. Nejdříve se objevila ve Francii, kam byla kolem roku 1860 zavlečena z Ameriky pravděpodobně spolu s okrasnou americkou révou (Vitis labrusca). Během 20 let zničila 1 milion hektarů francouzských vinic čímž způsobila pokles národního důchodu o 900 milionů franků. Později se révokaz rozšířil po celém kontinentu, na Moravě se objevil poprvé v roce 1890 v Šatově. Révokazová kalamita způsobila likvidaci většiny vinic a musely být hledány cesty, jak tomuto škůdci čelit. Jako nejúčinnější se nakonec ukázalo štěpování odrůd evropské révy na odolné podnože vyšlechtěné z révy americké. Protože jsou vinice stále révokazem napadeny, i v současnosti je nutné používat sazenice, které jsou vůči němu odolné. Mšička révokaz je v současnosti karanténním druhem.